# Listerregionen
Listerregionen er et begreb som bruges om kommunerne Farsund, Flekkefjord, Hægebostad, Kvinesdal, Lyngdal og Sirdal i Agder fylke i Norge. Kommunerne samarbejder blandt andet om kultur, trafik, uddannelse, erhvervsliv og turisme.

## Eksterne kilder og henvisninger
- Lister.no Arkiveret 23. august 2011 hos  Wayback Machine